# Edmonia Lewis
Mary Edmonia Lewis (Comtat de Rensselaer, Nova York, 4 de juliol de 1844 – Londres, 17 de setembre de 1907) va ser una escultora americana que va treballar durant la major part de la seva carrera a Roma, Itàlia.
Va ser la primera dona afroamericana descendent dels nadius dels Estats Units que aconseguí reconeixement i fama internacional com a escultora en el món de les belles arts. El seu treball és conegut per incorporar temes relacionats amb els negres i els pobles indígenes d'Amèrica en l'escultura d'estil neoclàssic. Va començar a guanyar reconeixement durant la Guerra Civil dels Estats Units. A finals del segle xix era considerada l'única dona negra que havia participat en aquesta guerra i que comptava amb un destacat reconeixement artístic. El 2002, l'erudit Molefi Kete Asante va incorporar Edmonia Lewis en la seva llista d'Els 100 millors afroamericans.

## Biografia
Segons la American National Biography, hi ha poca informació fiable sobre els seus primers anys de vida. Les seves entrevistes i documents oficials, informen de dades contradictòries. Va néixer a prop d'Albany, New York. Va passar gran part de la seva infantesa a Newark, Nova Jersey.

### Primers anys
La seva mare, Catherine Mike Lewis, era nativa afroamericana, de descendència Mississauga i afroamericana. Era una excel·lent teixidora i artesana. Dos homes afroamericans diferents s'esmenten com a possibles pares. El primer és Samuel Lewis, un afrohaitià que treballava com a criat. Altres fonts diuen que el seu pare era l'escriptor Robert Benjamin Lewis. El seu germanastre Samuel, va dir que el seu pare era "un francès de les Índies Occidentals", i la seva mare "en part africana i en part descendent dels instruïts indis Narragansett de l'estat de Nova York" (Els Narragansett són originaris de Rhode Island.).
Quan Lewis va arribar als nou anys, els seus "dos pares" van morir; Samuel Lewis va morir el 1847 i Robert Benjamin Lewis el 1853. Les seves dues ties maternes la van adoptar a ella i al seu germà gran Samuel. Samuel va néixer l'any 1835 del seu pare homònim i la seva primera dona, a Haití. La família va arribar als Estats Units quan Samuel era un nen petit. Samuel es va convertir en barber als 12 anys, després de la mort del seu pare.
Els nens van viure amb les seves ties a prop de les cascades del Niàgara, a Nova York, durant uns quatre anys. Lewis i les seves tietes van vendre cistelles Ojibwe i altres articles, com mocassins i bruses brodades, als turistes que visitaven les cascades del Niàgara, Toronto i Buffalo. Durant aquest temps, Lewis va fer servir el seu nom nadiu americà, Wildfire, mentre que el seu germà es deia Sunshine. El 1852, Samuel va marxar a San Francisco, Califòrnia, deixant Lewis a càrrec d'un capità S. R. Mills.
Quan va arribar a la universitat, Lewis tenia una bona posició econòmica, perquè el seu germà gran Samuel havia fet una fortuna amb la febre de l'or de Califòrnia.
El 1856, Lewis es va matricular en un programa preuniversitari al New York Central College, una escola abolicionista baptista. A McGrawville, Lewis va conèixer molts dels principals activistes que es convertirien en mentors, mecenes i possibles subjectes per al seu treball a mesura que es desenvolupava la seva carrera artística. En una entrevista posterior, Lewis va dir que va deixar l'escola després de tres anys, després d'haver estat "declarada salvatge". Tanmateix, s'ha localitzat el seu expedient acadèmic al Central College (1856-1858) i les seves qualificacions, "conducta" i assistència van ser exemplars. Les seves classes incloïen llatí, francès, gramàtica, aritmètica, dibuix, composició i oratòria.El 1859, quan Edmonia Lewis tenia uns 15 anys, el seu germà Samuel i els abolicionistes la van enviar a Oberlin, Ohio, on va assistir a la secundària Oberlin Academy Preparatory School per al curs complet de tres anys, abans d'entrar a l'Oberlin Collegiate Institute, una de les primeres institucions d'ensenyament superior dels Estats Units a admetre dones i persones de diferents ètnies. El Departament de Dones va ser dissenyat "per donar facilitats a les Dones Joves per a una disciplina completa i l'entrenament especial que les qualificarà per a l'ensenyament i altres deures de la seva esfera". Va canviar el seu nom pel de Mary Edmonia Lewis i va començar a estudiar art. Era una de les 30 persones negres en un centre d'un miler d'estudiants. Anys més tard, Mary diria que va patir racisme i discriminació diària al centre. Ella, i altres estudiants poques vegades tenien l'oportunitat de participar en l'aula o parlar en reunions públiques.
Durant l'hivern de 1862, diversos mesos després de l'inici de la Guerra Civil dels Estats Units, es va produir un incident entre Lewis i dues companyes de classe d'Oberlin, Maria Miles i Christina Ennes. Les tres dones, totes embarcades a casa de Keep, planejaven anar amb un trineu amb uns joves més tard aquell dia. Abans del trineu, Lewis va servir als seus amics una copa de vi especiat. Poc després, Miles i Ennes van caure greument malaltes. Els metges les van examinar i van concloure que les dues dones tenien algun tipus de verí al seu sistema, suposadament cantàrids, un conegut afrodisíac. Durant un temps no estava segur que sobreviurien. Dies després, es va fer evident que les dues dones es recuperarien de l'incident. Les autoritats inicialment no van prendre cap mesura.
La notícia del polèmic incident es va estendre ràpidament per tot Ohio. A la ciutat d'Oberlin, on la població en general no era tan progressista com a la universitat, quan Lewis caminava sola cap a casa una nit va ser arrossegada a un camp obert per uns assaltants desconeguts, molt colpejada i donada per morta. Després de l'atac, les autoritats locals van arrestar Lewis, acusant-la d'enverinar els seus amics. John Mercer Langston, un antic alumne de l'Oberlin College i el primer advocat afroamericà a Ohio, va representar a Lewis durant el seu judici. Tot i que la majoria de testimonis van parlar en contra d'ella i ella no va declarar, Chapman va actuar amb èxit per desestimar els càrrecs: no s'havia analitzat el contingut de l'estómac de les víctimes i, per tant, no hi havia indicis d'enverinament, ni corpus delicti.
La resta del temps de Lewis a Oberlin va estar marcada per l'aïllament i els prejudicis. Aproximadament un any després del judici per intoxicació, Lewis va ser acusada de robar materials dels artistes de la universitat. Va ser absolta per manca de proves. Només uns mesos després va ser acusada d'ajudar a dur a terme un robatori. En aquest moment ja n'havia tingut prou i se'n va anar. Un altre informe diu que se li va prohibir la matrícula per al seu últim trimestre, la qual cosa la va deixar sense poder graduar-se.
Després de la universitat, Lewis es va traslladar a Boston a principis de 1864, on va començar a seguir la seva carrera com a escultora.

### Trajectòria professional
William Lloyd Garrisson la va presentar als escultors ja establerts de la zona, així com als escriptors que van donar a conèixer Lewis a la premsa abolicionista. Trobar un instructor, però, no va ser fàcil per a ella. Tres escultors masculins es van negar a instruir-la abans de presentar-la a l'escultor d'èxit moderat, Edward Augustus Brackett (1818–1908), especialista en bustos de marbre. Havia treballat per diversos abolicionistes com Henry Wadsworth Longfellow, Wm. Lloyd Garrison, Charles Sumner, i John Brown.
Per instruir-la, li va prestar fragments d'escultures per copiar en fang. Sota la seva tutela, va crear les seves pròpies escultures i va vendre la seva primera peça, una escultura de la mà d'una dona, per 8 dòlars. Lewis va obrir el seu estudi al públic en la seva primera exposició individual el 1864. Es va inspirar en les vides dels abolicionistes i dels herois de la Guerra Civil estatunidenca. Els seus projectes el 1863 i el 1864 incloïen alguns dels abolicionistes més famosos de la seva època: John Brown i el coronel Robert Gould Shaw. Quan va conèixer al Coronel Shaw, es va inspirar per crear un bust a la seva semblança, que va impressionar la família Shaw, que el va comprar. Lewis va fer llavors reproduccions del bust en guix; i en va vendre cent a 15 dòlars cada una. Aquesta va ser la seva obra més famosa fins al moment i amb els diners que va guanyar es va establir finalment a Roma.
L'escultor establert Hiram Powers li va deixar un espai per treballar al seu estudi de Roma. Poc després buscaria el seu propi estudi, ocupant el d'Antonio Canova, a tocar de la Piazza Barberini. Va rebre el suport professional tant de Charlotte Cushman, una actriu de Boston i una figura fonamental per als escultors expatriats a Roma, com de Maria Weston Chapman, una activista dedicada a la causa contra l'esclavitud.
Lewis va passar la major part de la seva carrera adulta a Roma, on un menor racisme va permetre-li tenir més oportunitats que als EUA. Allà Lewis va gaudir de més llibertat social, espiritual i artística que la que havia tingut als Estats Units. Com a catòlica, la seva experiència a Roma també li va permetre una proximitat tant espiritual com física a la seva fe. A Amèrica, Lewis hauria hagut de seguir confiant en el mecenatge abolicionista; però Itàlia li va permetre fer-se la seva en el món de l'art internacional. Va començar a esculpir en marbre, treballant a la manera neoclàssica, però centrant-se en el naturalisme dins de temes i imatges relacionades amb els negres i els indis americans. L'entorn del món clàssic la va inspirar molt i va influir en el seu treball, en el qual va recrear l'estil d'art clàssic, com ara presentar la gent a les seves escultures amb túnica més que amb roba contemporània.
Va destacar per feia ella mateixa els seus models d'argila i cera i en marbre, en lloc de contractar escultors italians nadius perquè ho fessin per ella, la pràctica habitual en aquell moment. Els escultors masculins eren en gran part escèptics del talent de les escultores femenines, i sovint les acusaven de no fer el seu propi treball.
Mentre vivia a Roma, Lewis va continuar expressant la seva herència afroamericana i nativa americana. Una de les seves obres més famoses, "Forever Free", va representar una imatge poderosa d'una parella d'afroamericans que emergeixen dels llaços de l'esclavitud. Una altra escultura que va crear Lewis es va anomenar "The Arrow Maker", i mostrava a un nadiu americà ensenyant a la seva filla a fer una fletxa. La seva obra es va començar a vendre per grans sumes de diners. El 1873 un article al New Orleans Picayune deia: "Edmonia Lewis ha rebut encàrrecs de 50.000 dòlars". La seva nova popularitat va convertir el seu estudi en una destinació turística. Lewis va fer moltes exposicions importants durant el seu ascens a la fama, inclosa una a Chicago, Illinois, el 1870, i a Roma el 1871.
Un impuls important en la seva carrera va ser participar en l'Exposició del Centenari de 1876 a Filadèlfia. Per a això, va crear una escultura monumental de marbre de 3.015 lliures, La mort de Cleòpatra, que recorda a La mort de Cleòpatra de Damià Campeny i Estrany que hi ha al MNAC. L'obra va rebre molt bona crítica, i des de 1994 forma part de la col·lecció del Smithsonian American Art Museum.
Un exemple de la fama assolida per Lewis va arribar el 1877, quan el president dels Estats Units Ulysses S. Grant li va encarregar que fes un retrat.
A finals de la dècada de 1880, el neoclassicisme va disminuir en popularitat, igual que la popularitat de les obres d'art de Lewis. Va continuar esculpint en marbre, creant cada cop més retaules i altres obres per a mecenes catòlics. Un bust de Crist, creat al seu estudi de Roma el 1870, va ser redescobert a Escòcia el 2015. En el món de l'art, es va quedar eclipsada per la història i va perdre la fama. De 1896 a 1901 Lewis va viure a París. El 1901 es va traslladar a Londres. Es desconeixen els esdeveniments dels seus darrers anys. Segons el seu certificat de defunció, la causa de la seva mort va ser una insuficiència renal crònica (malaltia de Bright). Està enterrada al cementiri catòlic de St. Mary, a Londres.

## Obres destacades
- John Brown medallions, 1864–65
- Colonel Robert Gould Shaw (plaster), 1864
- Anne Quincy Waterston, 1866
- A Freed Woman and Her Child, 1866
- The Old Arrow-Maker and His Daughter, 1866
- The Marriage of Hiawatha, 1866–67[44]
- Forever Free, 1867
- Colonel Robert Gould Shaw (marble), 1867–68
- Hagar in the Wilderness, 1868
- Madonna Holding the Christ Child, 1869[44]
- Hiawatha, collection of the Metropolitan Museum of Art, 1868[a]
- Minnehaha, collection of the Metropolitan Museum of Art, 1868[a]
- Indian Combat, Carrara marble, 30" high, collection of the Cleveland Museum of Art, 1868[45]
- Henry Wadsworth Longfellow, 1869–71
- Bust of Abraham Lincoln, 1870[b]
- Asleep, 1872[b]
- Awake, 1872[b]
- Poor Cupid, 1873
- Moses, 1873
- Bust of James Peck Thomas, 1874, collection of the Allen Memorial Art Museum, her only known portrait of a freed slave[47]
- Hygieia, 1874
- Hagar, 1875
- The Death of Cleopatra, marble, 1876, collection of Smithsonian American Art Museum
- John Brown, 1876, Rome, plaster bust
- Henry Wadsworth Longfellow, 1876, Rome, plaster bust
- General Ulysses S. Grant, 1877–78
- Veiled Bride of Spring, 1878
- John Brown, 1878–79
- The Adoration of the Magi, 1883[48]
- Charles Sumner, 1895

## Galeria

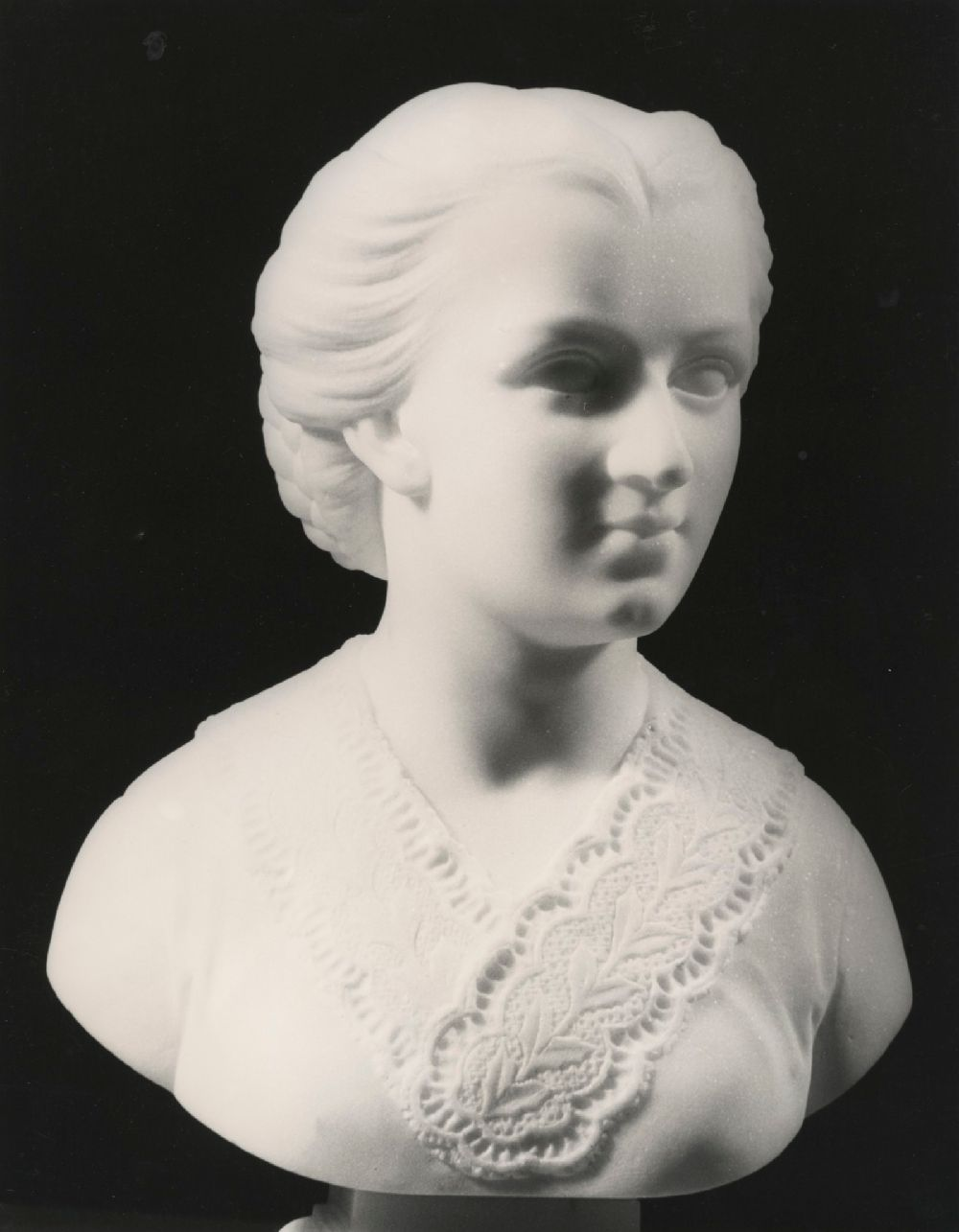
Edmonia Lewis, Anna Quincy Waterston, 1866, National Gallery of Art Library, Washington, DC
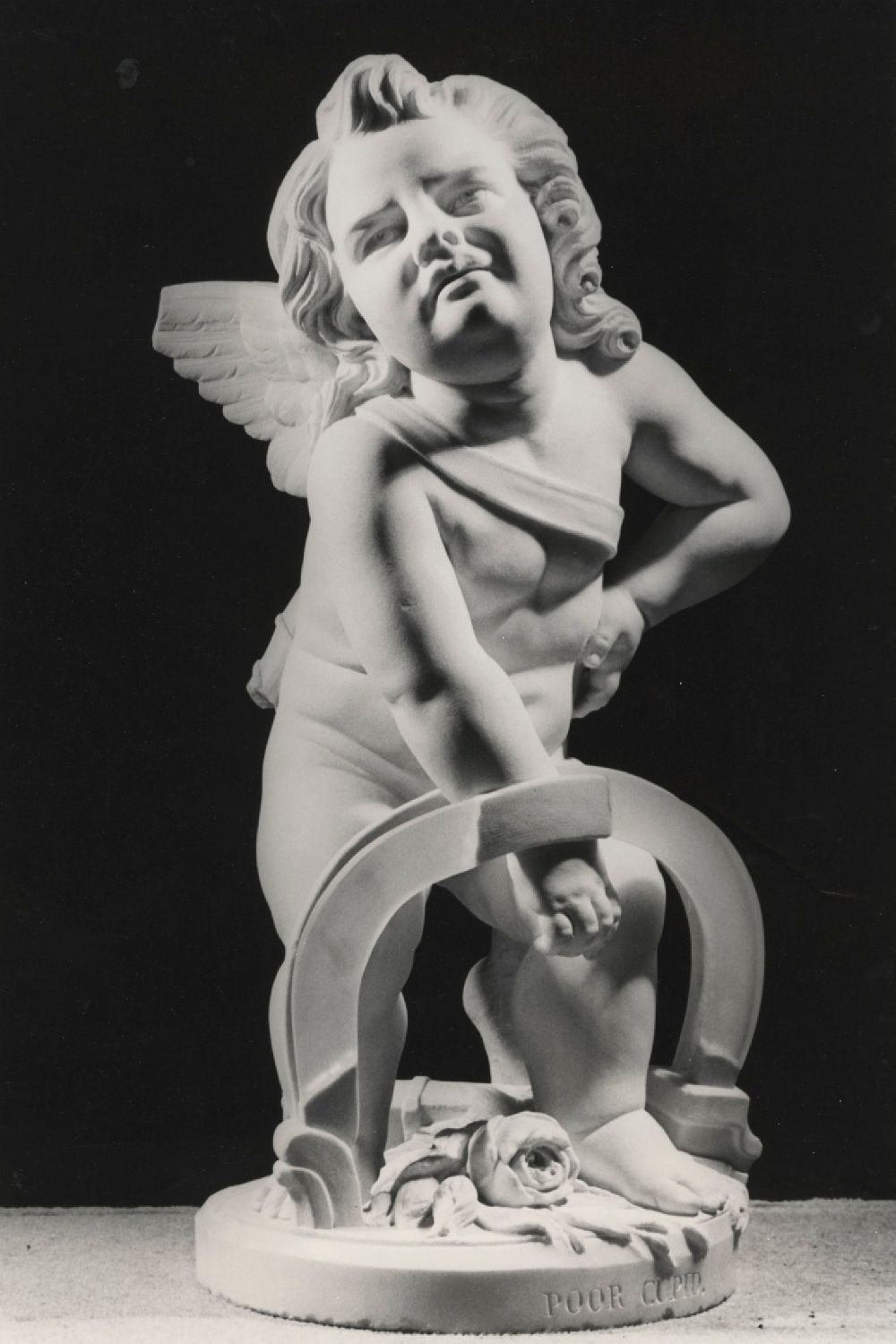
Edmonia Lewis, Poor Cupid, 1872–1876, Department of Image Collections, National Gallery of Art Library, Washington, DC
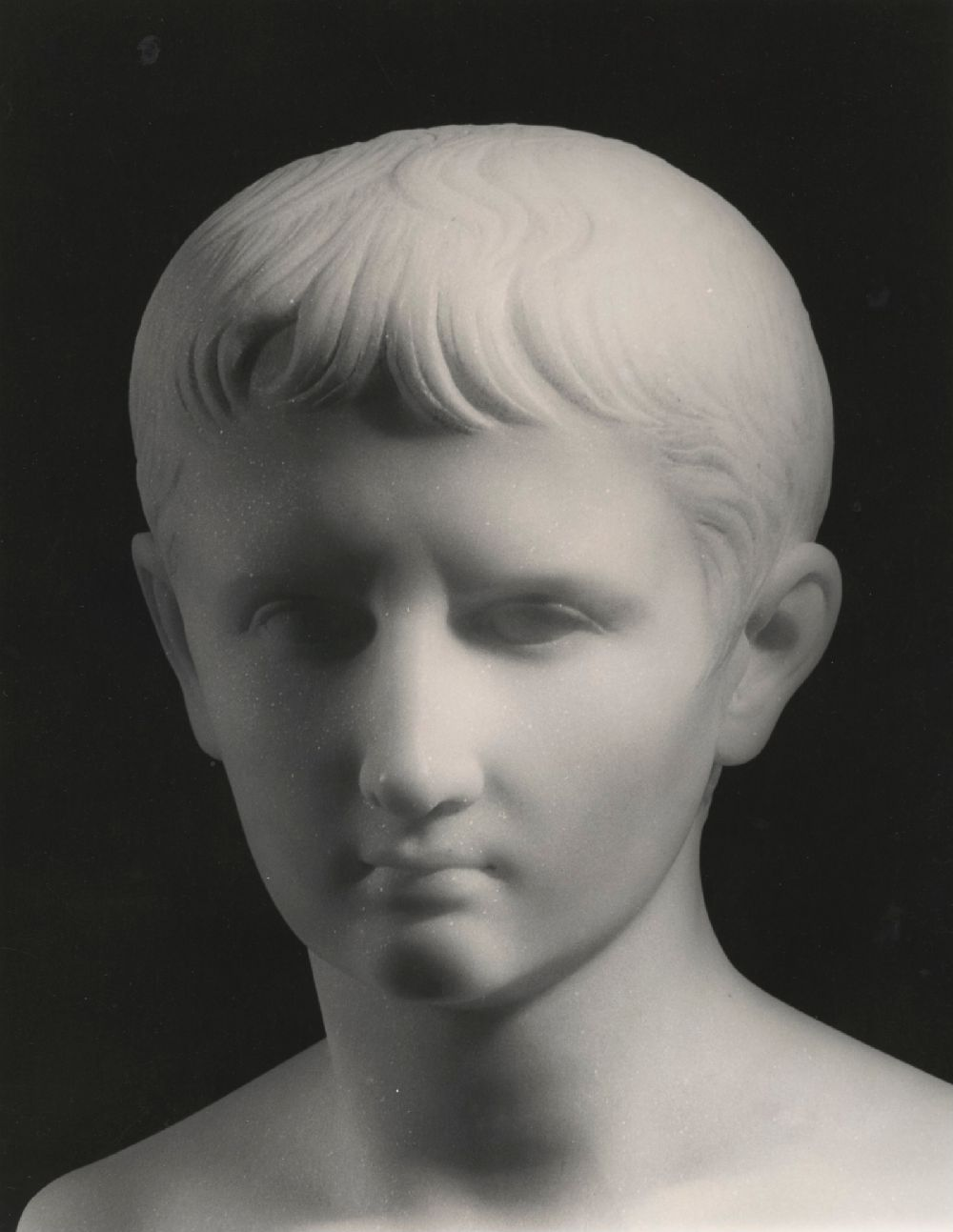
Edmonia Lewis, Young Octavian, 1873, National Gallery of Art Library, Washington, DC
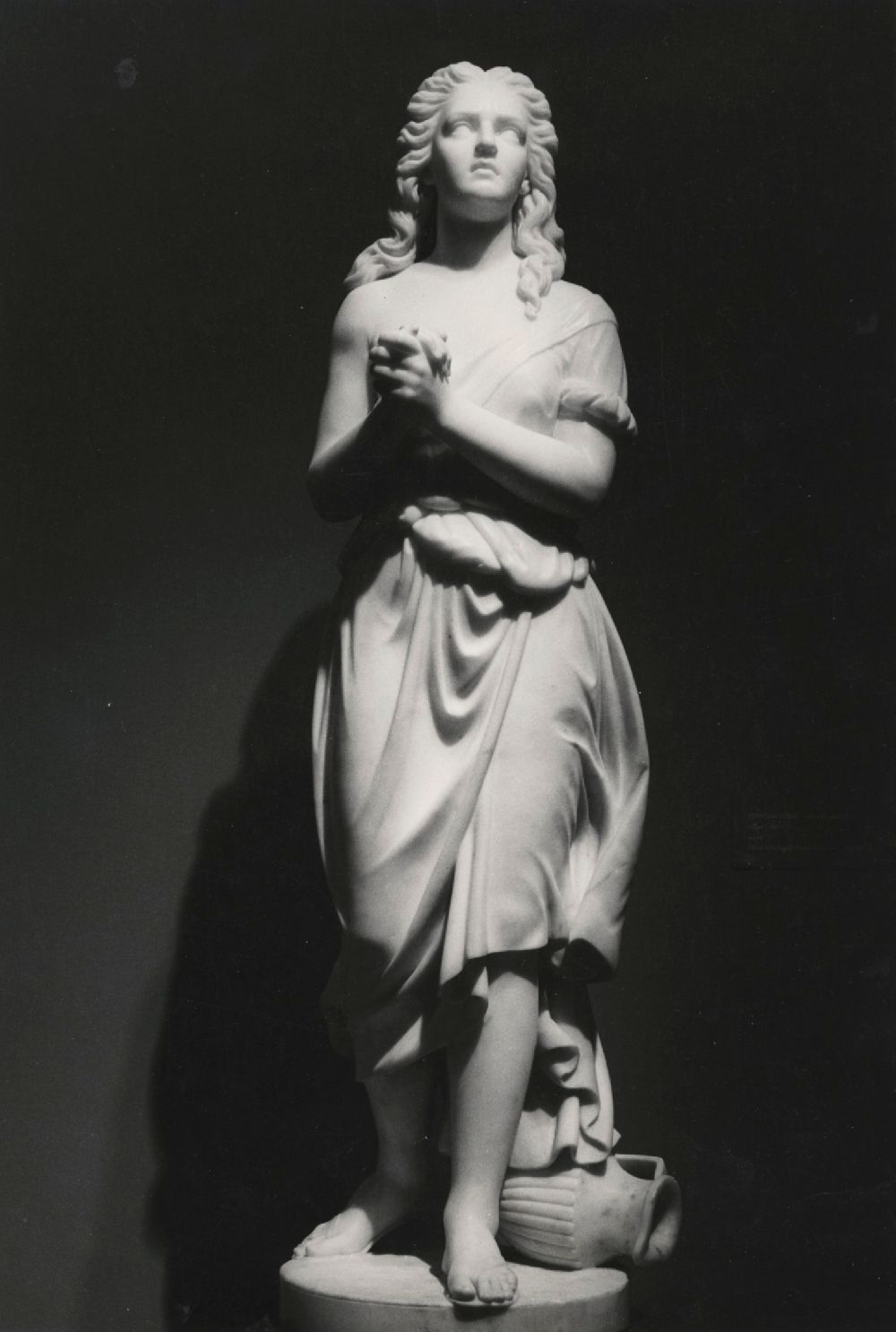
Edmonia Lewis, Hagar, 1875, National Gallery of Art Library, Washington, DC
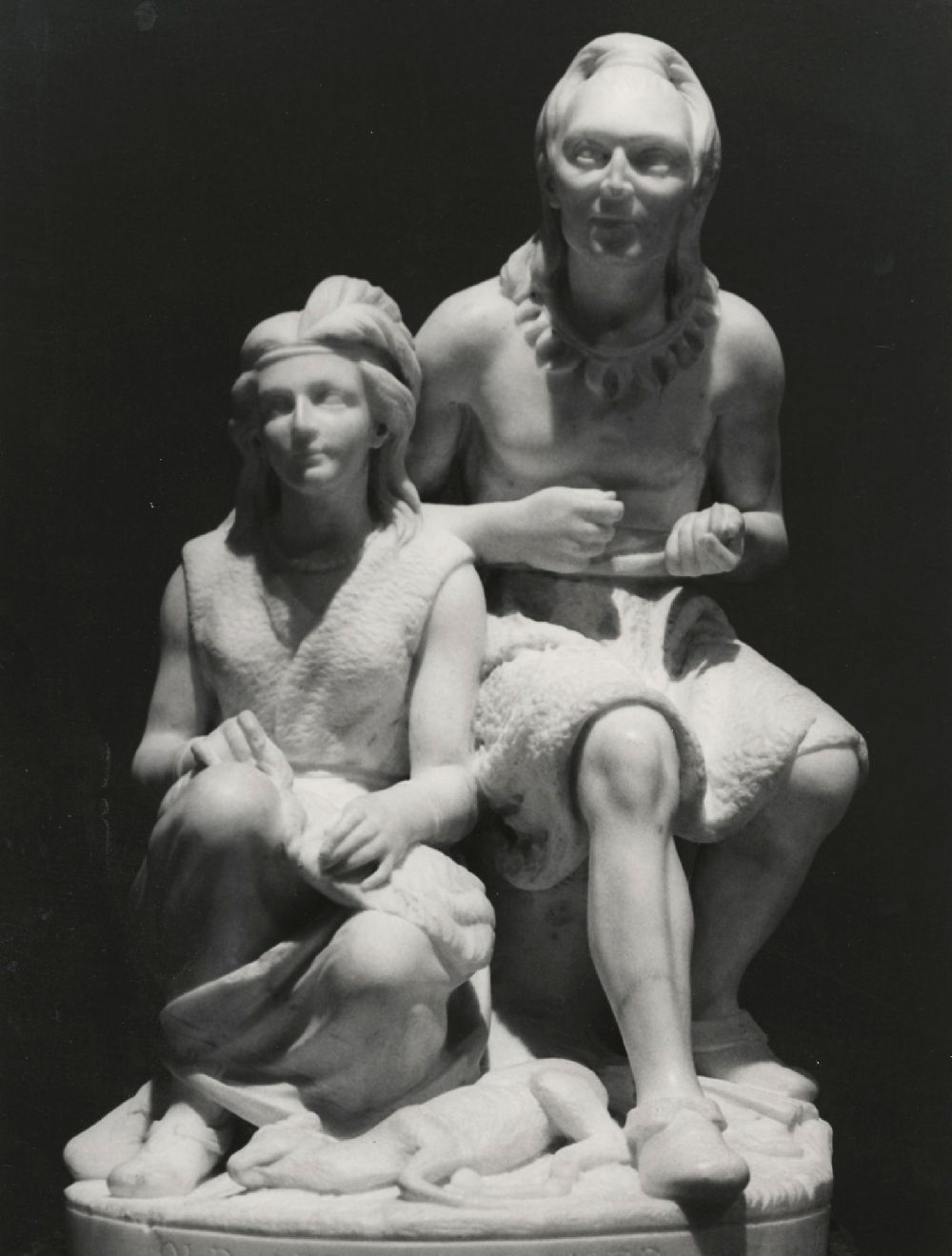
Edmonia Lewis, Old Arrow Maker, 1866–1872, National Gallery of Art Library, Washington, DC

## Exposicions pòstumes
- Art of the American Negro Exhibition, American Negro Exposition, Chicago, Illinois, 1940.[49][50]
- Howard University, Washington, D.C., 1967.
- Vassar College, New York, 1972.
- Michael Rosenfeld Gallery, New York, 2008.
- Edmonia Lewis and Henry Wadsworth Longfellow: Images and Identities at the Fogg Art Museum, Cambridge, Massachusetts, 1995.
- Smithsonian American Art Museum, Washington, D.C., 1996 – 1997.
- Wildfire Test Pit, Allen Memorial Art Museum, Oberlin College, Oberlin, Ohio, 2016 – 2017.[51]
- Hearts of Our People: Native Women Artists, (2019), Minneapolis Institute of Art.[52]
- Edmonia Lewis' Bust of Christ, Mount Stuart, UK[53]